# Верка Сидерова
Верка Сидерова Иванова е българска народна певица, известна изпълнителка на песни от Добруджанската фолклорна област.

## Биография
Родена е на 26 април 1926 г. в Добрич. Завършва гимназия в родния си град. През 1952 г. в София печели първата си награда от участието в Национален преглед на художествената самодейност в армията. След това участва на прослушване лично при Филип Кутев и оттогава тя е част от колектива на Ансамбъла за народни песни и танци, носещ днес името на прочутия диригент и художествен ръководител. До 1983 г. тя пее в ансамбъла като солистка, в квартети и триа. Изнасяла е концерти в 29 страни от цял свят.
Много от нейните изпълнения са запазени в Златния фонд на националното радио и телевизия. Издала е компактдиск с най-известните добруджански народни песни за периода 1960 – 2000 г. Верка Сидерова е носител и на голямата награда „Нестинарка“ – за цялостна певческа кариера, на Международния фолклорен фестивал в Бургас (2004). Почетен гражданин е на Добрич от 2004 г.
По повод своята 85-годишнина певицата издава авторската си книга „Лале ли си, зюмбюл ли си – моята биография“ и е удостоена с орден „Стара планина“ I първа степен (2011).
През 2014 г. получава статуетка от Първите „Годишни фолклорни награди“ посветени на Борис Машалов в категория „Цялостен принос към българския фолклор“.
Умира на 2 юли 2025 година на 99-годишна възраст.

## Репертоар
Сред най-популярните ѝ песни са „Лале ли си, зюмбюл ли си“, „Изгряла е месечинка“, „Росен, Росен, зелен Росен“ и „Ситно се ‘оро зави“, а любима ѝ е „Години, години, усилни години“. Певицата често споделя, че основата на нейния репертоар са песните от нейната майка и баба ѝ.